# ダレイオス3世
ダレイオス3世（古代ペルシア語:  𐎭𐎠𐎼𐎹𐎺𐎢𐏁, ラテン文字転写: Dārayavaʰuš; ギリシャ語: Δαρεῖος Γ΄, ラテン文字転写: Dareios III; ペルシア語: داریوش, 紀元前380年? - 紀元前330年）は、アケメネス朝ペルシアの最後の王（在位：紀元前336年 - 紀元前330年）。
母はシシュガンビス、妻はスタテイラ1世。娘にのちにアレクサンドロス3世の妃となったスタテイラ2世（母子同名）、ヘファイスティオンの妻になったドリュペティスがいる。

## 生涯
宦官バゴアスを中心とした宮廷陰謀により王位継承適格者が相次いで死去し、前王アルセスも即位3年目に殺害されてしまい、傍系（アルタクセルクセス2世の兄弟の子孫）の王族の彼が即位して伝統的アケメネス朝王名であるダレイオス（よきものを保持する者を意味する古代ペルシア語、ダーラヤワウ）を名乗った。即位前の初名はギリシア側の伝承からコドマンノスと伝えられていたが、近年になってバビロンから発掘された天文日誌によって古代ペルシア語における即位前の名前はアルタシャタであることが明らかになった。
ディオドロスの記録によればバゴアスは結局ダレイオス3世をも排除しようとしたが、これを察知したダレイオス3世は逆にバゴアスを毒殺してその地位を守ったとされている。
間もなくマケドニア王アレクサンドロスの侵攻を受け、これを迎撃するために紀元前333年にアレクサンドロス軍の背後のイッソス市近郊に進出し、後方に残されていたマケドニア軍の負傷兵を殺戮した。生存者によってアレクサンドロスにこの報せが伝わると、アレクサンドロスは直ちに軍を戻し、ピナロス川近郊で両者は対峙した（イッソスの戦い）。
イッソスの戦いでは劣勢に陥ったダレイオス3世は逃亡し、これを見たペルシア軍の将兵も壊走したためペルシア軍の大敗に終わった。この時ダレイオス3世の家族もアレクサンドロスに捕らえられている。マケドニア軍がフェニキアやエジプトに向かっている間に体勢を立て直したダレイオス3世は、メソポタミア中流域のガウガメラに大軍を擁して布陣し、アレクサンドロスを迎撃した（ガウガメラの戦い、又はアルベラの戦い）。
ダレイオス3世は夜襲を警戒して軍に武装したまま夜警を行わせ、却って士気を損なったという逸話が残されている。この時アレクサンドロスの陣中にも夜襲を勧めた将軍がいたが、アレクサンドロスはこれを採用しなかった。ペルシア軍は鎌戦車や戦象兵なども用意していたが、これらはダレイオス3世が期待したほどの戦果は上がらなかったようである。結局、ペルシア軍はこの戦いでも敗れてダレイオス3世は再び逃走した。
これらの相次ぐ敗北によって、ダレイオス3世がアレクサンドロスに対抗することは困難となった。そして逃走中にバクトリア総督（サトラップ）のベッソスに殺害され、アケメネス朝は滅亡した。

## 出自に関する異説
従来、先祖とされているダレイオス1世はアケメネス朝の傍系とされていたが、近年の研究により、王朝の創始者であるキュロス2世の直系から、アケメネス朝の4代目とされるダレイオス1世が帝位を簒奪したため、初代からの直系で連綿と続く王朝ではなかったことが研究者間の論争の中でほぼ明らかになっている。ダレイオス3世もアルタクセルクセス2世の兄弟オスタネスの孫、オスタネスの子アルサメスとアルタクセルクセス3世の姉妹シシュガンビスとの間に生まれた息子とされているが、元々は従前のアケメネス朝とは繋がりのない地方の総督に過ぎず、アケメネス朝が断絶したために擁立されたのだとも言われている（ストラボン『ギリシア・ローマ世界地誌』飯尾都人訳、龍渓書舎）。